# Пешчаник (часопис)
Пешчаник је часопис за историографију, архивистику и хуманистичке науке.
Први број Пешчаника изашао је 2003. године као часопис Историјског архива Ниш. Његово штампање омогућили су Скупштина града Ниша и Министарство културе и медија Републике Србије.
Намера редакције је била представљање ,,блага“ нишког Архива, публиковање и популаризовање архивске грађе о Нишу и околини што би допринело ширењу свести о значају и богатству историјске прошлости и културне баштине овог дела Србије.
Часопис је окупио врсне истраживаче архивске грађе Историјског института и Института за савремену историју из Београда, Филозофског факултета из Београда, Косовске Митровице и Ниша и наравно, Архива Србије и нишког Историјског архива.